# Elementary
Elementary er en amerikansk tv-serie og en moderne fremstilling af Arthur Conan Doyles karakter Sherlock Holmes. Tv-serien blev sendt fra 2012-2019. Den er skabt af Robert Doherty, med Jonny Lee Miller som Sherlock Holmes og Lucy Liu som dr. Joan Watson.
Serien foregår i New York i stedet for London, men viser derudover en række klassiske Sherlock Homes elementer.

## Medvirkende

### Hovedroller
- Jonny Lee Miller som Sherlock Holmes
- Lucy Liu som Dr. Joan Watson
- Aidan Quinn som Captain Thomas "Tommy" Gregson
- Jon Michael Hill som Detective First Grade Marcus Bell
- John Noble som Morland Holmes (Sæson 4)
- Nelsan Ellis som Shinwell Johnson (Sæson 5)

### Tilbagevendende
- Ophelia Lovibond som Kitty Winter
- Ato Essandoh som Alfredo Llamosa
- Rhys Ifans som Mycroft Holmes
- Natalie Dormer som Irene Adler/Jamie Moriarty
- Sean Pertwee som Gareth Lestrade
- Candis Cayne som Ms. Hudson
- Betty Gilpin som Fiona 'Mittens' Helbron
- Jordan Gelber som Dr. Eugene Hawes, M.E.